# بيلا كوهارسكي
بيلا كوهارسكي (بالمجرية: Kuharszki Béla)‏ (مواليد 29 أبريل 1940) هو لاعب كرة قدم. يلعب مع منتخب المجر لكرة القدم. سبق له أن لعب في كأس العالم لكرة القدم مع منتخب بلاده.

## روابط خارجية
- بيلا كوهارسكي على موقع الاتحاد الدولي (مؤرشف)  (الإنجليزية)
- بيلا كوهارسكي على موقع قاعدة بيانات كرة القدم.إي يو (الإنجليزية)
- بيلا كوهارسكي على موقع ناشيونال فوتبول تيمز (الإنجليزية)